# もつそば

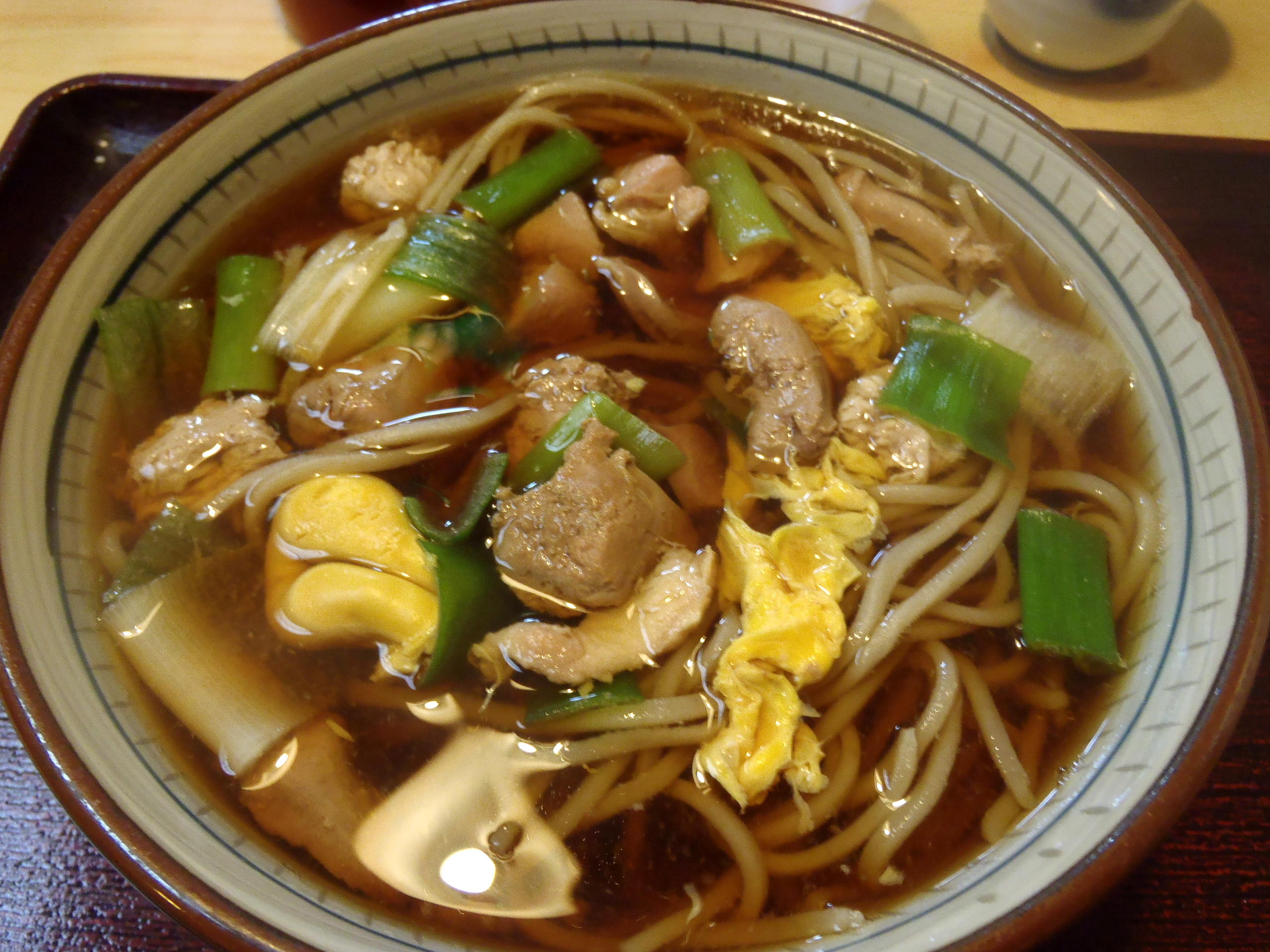
もつそば（旭川、名人傍）

もつそばは、北海道旭川市や、隣接する空知地方の一部で供される蕎麦である。

## 概要
つゆで鳥のもつを煮込み、温かい蕎麦の上に載せたもの。
「もつそば」という名前のもつが載ったラーメンは北海道外にもあるが、もつが載った日本そばが供されるのは、北海道旭川市と南空知地区（岩見沢市・美唄市など）のみある。
旭川市は焼肉が盛んで、塩ホルモンや豚トロの発祥地であり、ホルモン焼きの文化もある。
それがラーメンに応用されたものが「モルメン」となり、蕎麦に応用されたのが「もつそば」になったとされている。
空知地方にある焼き鳥で有名な美唄市では、焼鳥が温かいそばの上に載っている店もある。